# Polónium-diklorid
A polónium-diklorid szervetlen vegyület, képlete PoCl2.

## Szerkezete
Rombos elemi cellában kristályosodik, tércsopotja P222, Pmm2 vagy Pmmm, utóbbi azonban valószínűleg csak pszeudo-cella. Másik lehetőségként a tércsoport lehet monoklin vagy triklin, melyben egy vagy több cellaszög közel 90°. P222 tércsoportot feltételezve a szerkezetet a Po torzult köbös koordinációját mutatja {PoCl8 egységek}, a Cl koordinációja torzult síknégyszöges {ClPo4}.

## Előállítása
Elő lehet állítani fémpolónium halogénezésével vagy polónium-tetraklorid dehalogénezésével. Utóbbi elérhető 300 °C-on végzett hőbontással, hideg, enyhén nedves anyag kén-dioxidos redukciójával, vagy szén-monoxid vagy hidrogén-szulfid áramban 150 °C-on történő melegítésével.

## Tulajdonságai
Híg sósavban rózsaszínű oldat keletkezése közben oldódik, amelyben a polónium polónium(IV)-é önoxidálódik. A hidrogén-peroxid és a klóros víz gyorsan oxidálja. Oldatához kálium-hidroxidot adva sötétbarna csapadék keletkezik – ez feltehetően hidrotált PoO vagy polónium(II)-hidroxid –, mely gyorsan Po(IV)-gyé oxidálódik. Híg salétromsavval sötétvörös oldatot alkot, majd pelyhes fehér csapadék válik le, ennek ismeretlen összetétele.

## Fordítás
Ez a szócikk részben vagy egészben  a   Polonium dichloride című angol Wikipédia-szócikk ezen változatának fordításán alapul.  Az eredeti cikk szerkesztőit annak laptörténete sorolja fel. Ez a jelzés csupán a megfogalmazás eredetét és a szerzői jogokat jelzi, nem szolgál a cikkben szereplő információk forrásmegjelöléseként.